# Гавриил Афонский
Гаврии́л Афо́нский (в миру Гео́ргий; 8 (20) января 1849, Киевская губерния — 19 октября (1 ноября) 1901, станица Новониколаевская (ныне город Новоазовск), Таганрогский округ, Область Войска Донского) — православный подвижник, архимандрит, настоятель афонского Ильинского скита.
В 1994 году канонизирован Украинской православной церкви как местночтимый святой. 30 ноября 2017 года канонизирован Русской православной церковью для общецерковного почитания.

## Биография
Родился 8 января 1849 года в Киевской губернии в бедной семье, при крещении был назван Георгием. В двенадцатилетнем возрасте осиротел. Получил образование в сельской школе.
В юношестве совершил паломничество по святым местам Киевской губернии, исполняя зарок, данный во время тяжёлой болезни. Полученные в ходе паломничества впечатления оказали существенное влияние на религиозное мировоззрение Георгия, и он присоединился к братии Феофановской пустыни, приписанной к киевскому Михайловскому Златоверхому монастырю, где стал учеником игумена Вонифатия (Виноградского).
В 1867—1868 годах совершил паломничество в Иерусалим, а затем на Афон, где остался, вступив в братию Ильинского скита. В 1869 году принял монашеский постриг с именем Гавриил (в честь архистратига Гавриила).
Весной 1876 года был назначен экономом на принадлежавшем скиту парусном судне «Святой пророк Илия», совершавшем регулярные рейсы из Афона в Константинополь, Одессу, Мариуполь и некоторые другие российские порты для материального снабжения скита (команда состояла из монахов и послушников, капитаном был иеромонах). Во время Русско-турецкой войны 1877—1878 годов находился с судном в Таганроге и Ростове-на-Дону. В 1878 году после заключения Сан-Стефанского мира возвратился в Ильинский скит на Афон. Исполнял в обители послушания казначея и эконома.
В 1887 году принял управление Ильинским скитом после переселения его прежнего настоятеля иеросхимонаха Товии в Ахтырский монастырь. В 1891 году был возведён в сан архимандрита патриархом Константинопольским Иоакимом III.
Активно способствовал благоустройству Ильинского скита. Успешно урегулировал имущественный конфликт обители с кириархиальным монастырём Пантократор, что позволило продолжить расширение скита, в том числе закладку на его территории собора. Для финансирования строительства по ходатайству Гавриила скиту был разрешён сбор подаяний по всей Российской империи. Организация сбора средств была налажена в 1893 году в ходе поездки архимандрита в Россию со святынями Ильинского скита.
По инициативе Гавриила в 1894—1896 годах в Одессе было построено Ильинское подворье с трёхпрестольным храмом в византийском стиле и обширными помещениями для пребывания российских паломников, направлявшихся на Афон и в Иерусалим. Часть камней для строительства храма была привезена архимандритом с Афона на корабле «Святой пророк Илия». Храм был освящён в декабре 1896 года совместно Гавриилом и архиепископом Херсонским и Одесским Иустином (Охотиным) (главный придел — во имя иконы Божией Матери «Млекопитательница», правый придел — во имя святого пророка Божия Илии, левый — во имя архистратига Гавриила).
В 1894—1898 годах по указанию Гавриила в Ильинском скиту был построен общежительный корпус, в 1899 году начато сооружение нового собора (при жизни архимандрита была завершена только постройка фундамента и подвальной части храма).
В 1901 году отправился в Россию для посещения подворий Ильинского скита в Одессе, Таганроге и станице Новониколаевской. В середине октября во время пребывания в Новониколаевской состояние здоровья Гавриила резко ухудшилось, и 19 октября он скончался (причастие состоялось накануне, 18 октября). Тело архимандрита было перевезено в Одессу, где 2 ноября было погребено в склепе храма Ильинского подворья.

Мир мой оставлю вам, мир мой даю вам… Если будем жить в духе истинных иноков… то и сердобольные наши благотворители… не имут оставить нас своими щедрыми вспомоществованиями, чем и обитель наша существует…
— Архимандрит Гавриил Афонский, 1901 год

## Канонизация и почитание
22 июля 1994 года по благословению митрополита Одесского и Измаильского Агафангела (Саввина) клирики Ильинского монастыря Одессы торжественно открыли захоронение архимандрита Гавриила и обрели его мощи. Указом Священного синода УПЦ он был канонизирован, рака с его мощами установлена в соборе Ильинского подворья (в 1995 году было преобразовано в Одесский Ильинский мужской монастырь). Были составлены тропарь, молитва и акафист святому.
23 октября 2011 года состоялось освящение нижнего храма Ильинского мужского монастыря Одессы в честь святых преподобных Паисия Величковского и Гавриила. Освящение возглавил Агафангел, митрополит Одесский и Измаильский.
На заседании 30 ноября 2017 года Архиерейский Собор Русской Православной Церкви благословил общецерковное почитание преподобного Гавриила Афонского, включив его имя в месяцеслов Русской Православной Церкви с установлением памяти 9 июля (22 июля нового стиля).